# 유만춘
유만춘(兪萬春, 1794년 ~ 1849년)은 《탕구지》를 집필한 것으로 알려져 있는 중국 청조의 인물로, 자(字)는 중화 (仲華)이며, 호는 홀래도인(忽來道人)이다. 절강성에서 태어났다.

## 같이 보기
- 수호전
- 탕구지<결수호전>